# Dokumentumszerkesztő
A dokumentumszerkesztő vagy szövegfeldolgozó (gyakran értelemzavaróan szövegszerkesztőnek is hívják, valójában az a formázatlan szövegek, programkódok szerkesztését jelenti) (angolul word processor) egy olyan számítógépes alkalmazás, amely valamilyen nyomtatható anyag létrehozására, szerkesztésére, formázására és esetlegesen nyomtatására használható.
A dokumentumszerkesztők a korai szövegformázó eszközök leszármazottjai. A dokumentumszerkesztés az egyik legkorábbi irodai számítógép-alkalmazási terület volt.
Bár a korai dokumentumszerkesztők valamilyen szöveges leíró nyelvet használtak (a LaTeX például a mai napig ilyen), legtöbbjük ma már kihasználja a grafikus felhasználói felületek lehetőségeit, és WYSIWYG módban szerkeszt.
A legszélesebb körben a Microsoft Word alkalmazást használják erre a célra, a Microsoft szerint 500 000 000 ember használja az Office programcsomagot. Sok más kereskedelmi dokumentumszerkesztő alkalmazás is létezik, például a Word Perfect vagy a StarOffice.
A nyílt forrású (és emellett ingyenes) alkalmazások, mint a LibreOffice (OpenOffice.org) Writer vagy a KWord népszerűsége gyorsan nő, egyre többen ismerik fel a nem-üzleti szoftverek előnyeit.